# Joanet (mitologia)
|  | Per a altres significats, vegeu «Joanet». |

Un joanet és un ésser propi de la mitologia catalana que es caracteritza per viatjar dins els remolins del vent. Es tracta, doncs, d'un personatge semblant al barrufet o al bufarut i, segons Joan Amades i altres autors, en aquests personatges s'hi entreveuen restes d'antics cultes a la divinitat del vent.
Joanet és, de fet, el diminutiu de Joan, sinònim de bruixot i el nom d'altres personatges mitològics (com ara en Joan de l'Ós), a més del nom popular que es fa servir sovint per a referir-se al vent mateix, amb variacions en funció de la zona: Joan d'Aragó a l'Urgell i la Segarra, Joan d'Alvèrnia al Llenguadoc. A l'Empordà, el joanet del vent (alter ego de la tramuntana) es coneix popularment com a Joan de França, Joan gavatx, Joan Mussiu i Don Joan de Narbona.
Hi ha, però, una segona accepció de "joanet" com a ésser mitològic: al Ripollès, s'anomenen així uns petits homenets en forma de llumetes, semblants als gauargiak bascos, que es fan visibles sobretot durant la nit de Sant Joan. Guarden tresors amagats i hom creu que, per tal de trobar-los, caldria excavar allà on surten aquestes llumetes. D'altra banda, el nom de jaumet ha estat documentat també com a sinònim de minairó, si més no en un informant del Pallars Sobirà. A l'Empordà i el Maresme (de fet, arreu dels Països Catalans), quan un nen és molt bellugadís se li diu: «sembles el cul d'en Jaumet!».